# Mémorial Roman Siemiński
Le Mémorial Roman Siemiński (en polonais : Memoriał Romana Siemińskiego) est une course cycliste masculine sur route polonaise. Il est organisé par le Klub Kolarski "Legia 1928", un club cycliste de Varsovie. Il fait partie du calendrier de l'UCI Europe Tour en catégorie 1.2 depuis 2015.
La course rend hommage au cycliste varsovien Roman Siemiński (pl). Emprisonné au camp de Mauthausen après l'insurrection de Varsovie, il reprend après la guerre la carrière cycliste entamée auparavant. Il est deuxième de la Course de la Paix en 1948 et monte plusieurs fois sur le podium du championnat de Pologne. Il participe à la refondation de la section cycliste du club Legia en 1951, et en devient un entraîneur après sa carrière de coureur puis un dirigeant pendant une quarantaine d'années. Il meurt en 1997, la course est créée l'année suivante.
L'édition 2020 est annulée en raison de la pandémie de coronavirus,.

## Palmarès
| Année | Vainqueur           | Deuxième            | Troisième             |
| ----- | ------------------- | ------------------- | --------------------- |
| 1998  | Piotr Wadecki       |                     |                       |
| 2000  | Bartłomiej Ksobiak  |                     |                       |
| 2001  | Piotr Zaradny       |                     |                       |
| 2002  | Robert Radosz       |                     |                       |
| 2004  | Łukasz Podolski     |                     |                       |
| 2005  | Mariusz Wiesiak     |                     |                       |
| 2006  | Marcin Gębka        |                     |                       |
| 2007  | Roman Broniš        |                     |                       |
| 2008  | Piotr Zaradny       |                     |                       |
| 2009  | Wojcieck Halejak    |                     |                       |
| 2010  | Wojciech Ziółkowski |                     |                       |
| 2011  | Robert Radosz       |                     |                       |
| 2012  | Rick Ampler         | Jaroslaw Rebiewski  | Sylwester Janiszewski |
| 2013  | Tomasz Smoleń       |                     |                       |
| 2014  | Eryk Latoń          | Piotr Wojciechowski | Kacper Gronkiewicz    |
| 2015  | Alois Kankovsky     | Konrad Dąbkowski    | Vasyl Malynivskyi     |
| 2016  | Mykhailo Kononenko  | Marek Rutkiewicz    | Martin Hunal          |
| 2017  | Alois Kaňkovský     | Alan Banaszek       | Vojtech Hacecky       |
| 2018  | Alois Kaňkovský     | Szymon Sajnok       | Alan Banaszek         |
| 2019  | Alois Kaňkovský     | František Sisr      | Sylwester Janiszewski |